# Boituva (kommunhuvudort)
Boituva är en kommunhuvudort i Brasilien.   Den ligger i kommunen Boituva och delstaten São Paulo, i den sydöstra delen av landet, 800 km söder om huvudstaden Brasília. Boituva ligger 645 meter över havet och antalet invånare är 48 750.
Terrängen runt Boituva är huvudsakligen platt. Boituva ligger uppe på en höjd. Runt Boituva är det ganska tätbefolkat, med 149 invånare per kvadratkilometer.. Boituva är det största samhället i trakten.
Omgivningarna runt Boituva är en mosaik av jordbruksmark och naturlig växtlighet.